# Miltitzia parviflora
Miltitzia parviflora là loài thực vật có hoa trong họ Mồ hôi. Loài này được (A. Gray) Brand mô tả khoa học đầu tiên năm 1913.